# Johann Passler
Johann Passler   (Rasen-Antholz, 18 d'agost de 1961) és un biatleta italià, ja retirat, que va competir durant les dècades de 1980 i 1990.
Durant la seva carrera esportiva va prendre part en quatre edicions dels Jocs Olímpics d'Hivern, el 1984, 1988, 1992 i 1994, sempre disputant proves del programa de biatló. Dels resultats obtinguts destaquen la cinquena posició aconseguida als Jocs de Sarajevo de 1984 en la prova del relleu 4x7,5 quilòmetres, i sobretot, les dues medalles de bronze que guanyà als Jocs de Calgary de 1988, en els 20 quilòmetres i el relleu 4x7,5 quilòmetres, formant equip amb Werner Kiem, Gottlieb Taschler i Andreas Zingerle.
En el seu palmarès també destaquen dues medalles d'or i dues de bronze en els deu Campionats del món de biatló que disputà. També guanyà quatre campionats nacionals, tres curses individuals i cinc per relleus de la Copa del món de biatló, competició que el 1988 finalitzà en tercera posició.